# Crambicybalomia
Crambicybalomia és un gènere monotípic d'arnes de la família Crambidae descrita per Wolfram Mey el 2011. Conté només una espècie, Crambicybalomia ariditalis, que es troba a Namíbia i Sud-àfrica.